# Juan Malpartida
Juan Malpartida Ortega (Marbella, 1956) es poeta, novelista y crítico literario español.

## Biografía
Juan Malpartida (Marbella, Málaga, 1956) es poeta, narrador, diarista y crítico literario. En la actualidad reside en San Lorenzo de El Escorial. Hasta 2023 vivió en Madrid, donde se desempeñó como director de Cuadernos Hispanoamericanos, revista en la que ha trabajado desde 1990. Desde sus inicios como lector sintió que el elemento radical estaba en la imaginación, fuera poética o reflexiva, y no en las lenguas ni los países. Hay muchas literaturas, y sin duda las lenguas han influido en su configuración, pero no menos que los climas e historias de sus países. Finalmente, para Malpartida, un verdadero lector o escritor, siendo fatalmente de un lugar lo es potencialmente de todos. Como narrador ha indagado los límites de la ficción y lo biográfico y como poeta puede decirse que la palabra "huellas", con la que recoge la totalidad de su obra poética, expresa bien el sentido de testimonio, de tiempo minucioso lanzado, para ser, hacia el devenir, en el mismo sentido que lo pensaron Montaigne, Ortega y Gasset, Albert Camus o Paz. Sus ensayos no han rehuido la semblanza biográfica o el rastreo de los fundamentos filosóficos de las obras, sean las de Eliot, Yourcenar, Antonio Machado, Valente, Paz, Montaigne, Saint- Beuve o Pierre Reverdy. Es también autor de un diario discontinuo en su realización, iniciado a los treinta y cuatro años ("Al vuelo de la página", y "Estación de cercanías" será seguido por un tercer volumen, "Pasos y nubes"). Es autor también de unas memoria de juventud, ""El muro y la hiedra. Cartas al pasado"" (inédito). 
Escéptico ante las agitaciones vinculadas a los libros tanto como entusiasta del comentario y la comunicación, ha decidido no hacer presentaciones de sus libros ni de libros ajenos.

## Premios
- Premio Anthropos de poesía (1989)
- Premio Bartolomeu March (2003), al mejor artículo de crítica literaria publicado en 2003, por «Ezra Pound en su laberinto».
- Premio de poesía Fray Luis de León (2011), por su libro A un mar futuro (2012).
- Premio ABC Cultural & Ámbito Cultural (junio de 2012).
- Premio de novela Ciudad de Barbastro, por Camino de casa (2015).

## Obra

### Novelas
- La tarde a la deriva (Galaxia Gutenberg, 2002).
- Reloj de viento (Artemisa, 2008).
- Camino de casa (Pre-textos, 2015).
- Señora del mundo (Trea, 2020)

### Ensayos
- La perfección indefensa: Ensayos sobre literaturas hispánicas del siglo XX (FCE, 1998).
- Los rostros del tiempo (Artemisa, 2006).
- Al vuelo de la página. Diario 1990-2000 (Ed. Fórcola, 2011, 2015).
- Estación de cercanías. Diario 2012-2014 (Ed. Fórcola, 2015).
- Margen interno. Ensayos y semblanzas (Ed. Fórcola, 2017)
- Antonio Machado. Vida y pensamiento de un poeta (Ed. Fórcola, 2018)
- Octavio Paz: un camino de convergencias (Ed. Fórcola, 2020)
- Mi vecino Montaigne (Ed. Fórcola, 2021)
- El mundo como ensayo (Próxima edición en Acantilado)
- El reloj de Rousseau (inédito)
- El muro y la hiedra. Cartas al pasado (Próxima edición en Ed. Confluencias)

### Poemarios
- Espiral (Ed. Anthropos, Madrid, 1990).
- Bajo un mismo sol (Ed. El tucán de Virginia, México, 1991).
- Canto rodado (Pre-textos, Valencia, 1996).
- Hora rasante (Ed. La Palma, Madrid, 1997).
- El pozo (Ed. Pre-textos, Valencia, 2002).
- Poesía 1986-1996 (Ediciones sin nombre, México, 2002).
- A favor del tiempo: antología (Ed. FCE, México, 2007).
- A un mar futuro (Ed. Visor, Madrid, 2012).
- Huellas. Poesía 1990-2012 (Ed. La Garúa, Santa Coloma de Gramenet, Barcelona, 2015).
- Río que vuelve (Ed. Pre-textos, 2020).
- Esta piedra es tu lengua (Ed. Vaso roto, Madrid,2024)

### Traducciones
- Charles Tomlinson, La huella del ciervo/The Track of the deer (El castillo estrellado, Tenerife, 1994).
- T. S. Eliot, Obra selecta, traducción de Juan Malpartida y Jordi Doce (Círculo de Lectores, 2002).
- André Breton, El amor loco (Alianza Editorial, 2005).

- Datos: Q5950895
- Multimedia: Juan Malpartida / Q5950895